# Marj Mitchell
Marj Mitchell, właśc.  Marjorie Mitchell (ur. 27 sierpnia 1948 w Oxbow, zm. 18 października 1983), kanadyjska curlerka.
Mitchell dwukrotnie wygrała mistrzostwa Saskatchewan, co dało jej możliwość wystąpienia na mistrzostwach Kanady w 1975 i 1980. Podczas swoich pierwszych krajowych zawodów reprezentacja prowincji doszła do finału, który jednak przegrała na rzecz Lee Tobin (Quebec).
Po pięciu latach zespół Mitchell ponownie znalazł się w finale, pokonał w nim Colleen Jones. Od roku organizowano już mistrzostwa świata, więc drużyna pojechała na zawody do Perth. Kanadyjki w Round Robin przegrały tylko jeden mecz (6:7 przeciwko Szwedkom) i weszły do fazy play-off z drugiej pozycji. W półfinale pokonały 9:4 Szkotki (Betty Law) i w finale zrewanżowały się 7:6 Szwecji (Elisabeth Högström). Był to pierwszy tytuł mistrzowski dla Kanady w historii.
Marj Mitchell zmarła w 1983 na raka. W 1998 nagrodę Scotties Tournament of Hearts Sportsmanship Award w hołdzie przemianowano na Marj Mitchell Sportsmanship Award. W 2000 została włączona do Canadian Curling Hall of Fame.

## Drużyna
|           | Czwarta       | Trzecia       | Druga            | Otwierająca    |
| --------- | ------------- | ------------- | ---------------- | -------------- |
| 1979/1980 | Marj Mitchell | Nancy Kerr    | Shirley McKendry | Wendy Leach    |
| 1974/1975 | Marj Mitchell | Kenda Richard | Nancy Kerr       | Florence Sanna |